# Tamás Kenderesi
Tamás Kenderesi (ur. 13 grudnia 1996 w Bonyhád) – węgierski pływak.
Pływać zaczął w wieku 5 lat za namową matki. W 2014 zdobył złoty medal mistrzostw Europy juniorów na 200 m stylem motylkowym oraz igrzysk olimpijskich młodzieży w tej samej konkurencji. W 2015 zajął 35. miejsce na 100 m stylem motylkowym na mistrzostwach Europy na krótkim basenie. W 2016 został brązowym medalistą mistrzostw Europy na 200 m stylem motylkowym, a także był 42. na 50 m i 23. na 100 m tym samym stylem. W tym samym roku zdobył brązowy medal olimpijski na 200 m stylem motylkowym. Wystąpił także na mistrzostwach świata na krótkim basenie, na których zajął 9. miejsce na 200 i 29. na 100 m stylem motylkowym. W 2017 zajął 4. miejsce na mistrzostwach świata na 200 m stylem motylkowym.
W 2014 i 2015 został mistrzem Węgier na 200 m stylem motylkowym, natomiast w 2016 został wicemistrzem kraju na 100 i 200 m stylem motylkowym.
Reprezentant klubu Pécsi SN trenowany przez Imre Tariego i Andrása Hargitaya. Oprócz ojczystego języka węgierskiego posługuje się również angielskim i niemieckim.